# Thutmosis IV
Thutmosis IV (hay Thutmose IV hoặc Tuthmosis IV, có nghĩa là "thần Thoth sinh ra"), là vị pharaon thứ tám của Vương triều thứ 18 của Ai Cập. Tên prenomen hay tên hoàng gia của ông là Menkheperure. Ông là một trong những vị vua vĩ đại của Vương triều thứ 18 thời Ai Cập cổ đại, đã tiếp nối việc xây ngôi đền Armada của các tiên vương Thutmosis III và Amenhotep II.

## Cuộc đời
Thutmose IV là con trai của vua Amenhotep II và Tiaa nhưng ông lại không phải là thái tử và người được Amenhotep II lựa chọn để kế vị. Một số học giả cho rằng Thutmose đã lật đổ người anh cả của mình để cướp ngôi và sau đó ra lệnh tạo tấm bia đá Giấc Mộng để biện minh cho việc có được ngai vàng một cách bất ngờ của mình. Thành tựu nổi tiếng nhất của Thutmose là khôi phục lại tượng nhân sư lớn ở Giza và tiếp đó là tạo nên tấm bia đá Giấc Mộng. Theo như những gì Thutmose cho ghi lại trên tấm bia đá Giấc Mộng, khi vị hoàng tử trẻ tuổi đang trên đường đi săn, ông đã dừng lại để nghỉ chân dưới đầu của bức tượng Nhân Sư, vốn đang ngập trong cát tới gần cổ. Ông sớm ngủ thiếp đi và có một giấc mộng trong đó nhân sư nói với ông rằng nếu ông dọn sạch cát đang vùi lấp và khôi phục lại nó, ông sẽ trở thành vị pharaon tiếp theo. Sau khi hoàn tất việc khôi phục lại bức tượng nhân sư, ông đã đặt một tấm bia đá khắc, ngày nay gọi là tấm bia đá Giấc Mộng, nằm giữa hai bàn chân bức tượng Nhân Sư lớn. Sự phục hồi lại bức tượng Nhân Sư và ghi chép trên tấm bia đá Giấc Mộng sau đó sẽ là một phần trong chiến dịch tuyên của Thutmose, nhằm biện minh cho vương quyền bất ngờ của ông. Có ít điều được biết đến trong mười năm cai trị ngắn ngủi của ông. Ông đã đàn áp một cuộc nổi dậy nhỏ ở Nubia vào năm thứ 8 của mình (được chứng thực trên tấm bia Konosso của ông) vào khoảng năm 1393 TCN và được nhắc đến trong một tấm bia đá là người chinh phục Syria, nhưng lại có quá ít điều được biết đến về những chiến công của ông. Betsy Bryan đã viết một cuốn tiểu sử về Thutmose IV đã nhấn mạnh rằng tấm bia đá Konosso của Thutmoses IV dường như là nói đến một hoạt động tuần tra sa mạc nhỏ vốn là một phần quân đội của nhà vua nhằm bảo vệ các tuyến đường dẫn tới các mỏ vàng ở sa mạc miền Đông Ai Cập khỏi các cuộc tấn công thường xuyên của người Nubia. Thutmose IV đã thiết lập quan hệ hòa bình với Mitanni và cưới một công chúa Mitanni để đảm bảo cho liên minh mới này. Vai trò của Thutmose IV trong việc khởi xướng mối quan hệ với đối thủ cũ của Ai Cập, Mitanni, được dẫn chứng từ bức thư Amarna EA 29 được viết vài thập kỷ sau bởi Tushratta, một vị vua Mittani cai trị dưới thời trị vì của Akhenaten, cháu nội của Thutmose IV. Tushratta tuyên bố với Akhenaten rằng:
| “ | Khi [Menkheperure], cha của Nimmureya (có lẽ là Amenhotep III) viết thư cho Artatama, ông nội của ta, ngài ấy đã hỏi cưới con gái của ông nội ta, em gái của cha ta. Ngài ấy đã viết thư 5, 6 lần, nhưng ông của ta đã không đồng ý. Và chỉ tới lần thứ 7 ngài ấy viết thư cho ông nội ta, chỉ dưới áp lực như vậy, sau đó ông mới chập nhận gả bà. (EA 29) | ” |

## Niên đại và độ dài vương triều

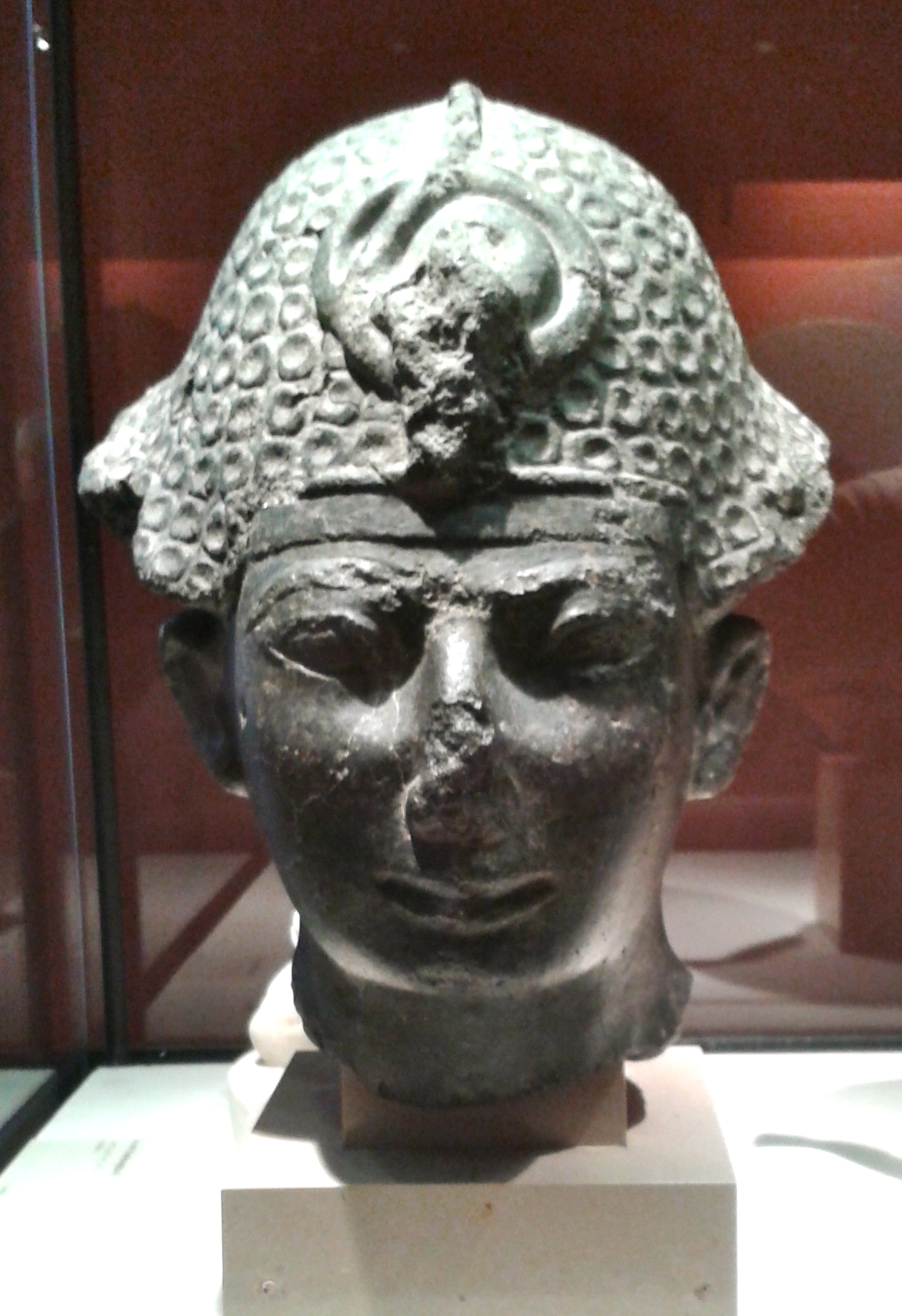
Thutmose IV đội khepresh, Musée du Louvre.

Ông nội của Thutmose, Thutmose III gần như chắc chắn lên ngôi vào năm 1504 hoặc 1479 TCN, dựa trên hai lẽ kỷ niệm mặt trăng dưới vương triều trị vì của ông ta, và đã cai trị trong gần 54 năm. Vị vua kế vị là Amenhotep II, cha Thutmose IV, đã lên ngôi và cai trị ít nhất là 26 năm nhưng đã được kiến nghị là đến 35 năm theo một số biên niên sử được dựng lại. Sau khi phân tích tất cả các bằng chứng này, vương triều của Thutmose IV thường được cho là bắt đầu vào khoảng năm 1401 TCN hoặc 1400 TCN.
Độ dài vương triều của ông lại không rõ ràng như mong muốn. Ông thường được cho là trị vì khoảng chín hay mười năm. Manetho cho là vương triều của ông kéo dài 9 năm và 8 tháng. Tuy nhiên, những con số khác của Manetho dành cho vương triều thứ 18 thường xác định sai cho các vị vua hoặc chỉ đơn giản là không chính xác, vì vậy bằng chứng tượng đài cũng được sử dụng để xác định độ dài vương triều của ông. Trong tất cả các niên đại tượng đài của Thutmose IV, ba niên đại là vào năm trị vì đầu tiên của ông, một vào năm thứ tư của ông, có thể là một trong năm thứ năm của ông, một vào năm thứ sáu, từ hai trong năm thứ bảy, và một vào năm thứ tám của ông. Do thiếu vắng những niên đại dài hơn dành cho Thutmose IV sau năm 8 trên tấm bia đá Konosso của ông, con số mà Manetho đưa ra ở đây thường được chấp nhận. Đã có một biên niên sử được tái dựng trong đó ông được cho là có một vương triều chừng 34-35 năm. Tuy nhiên, ngày nay hầu hết các học giả cho rằng ông có một vương triều 10 năm từ năm 1401-1391 TCN.

## Tượng đài

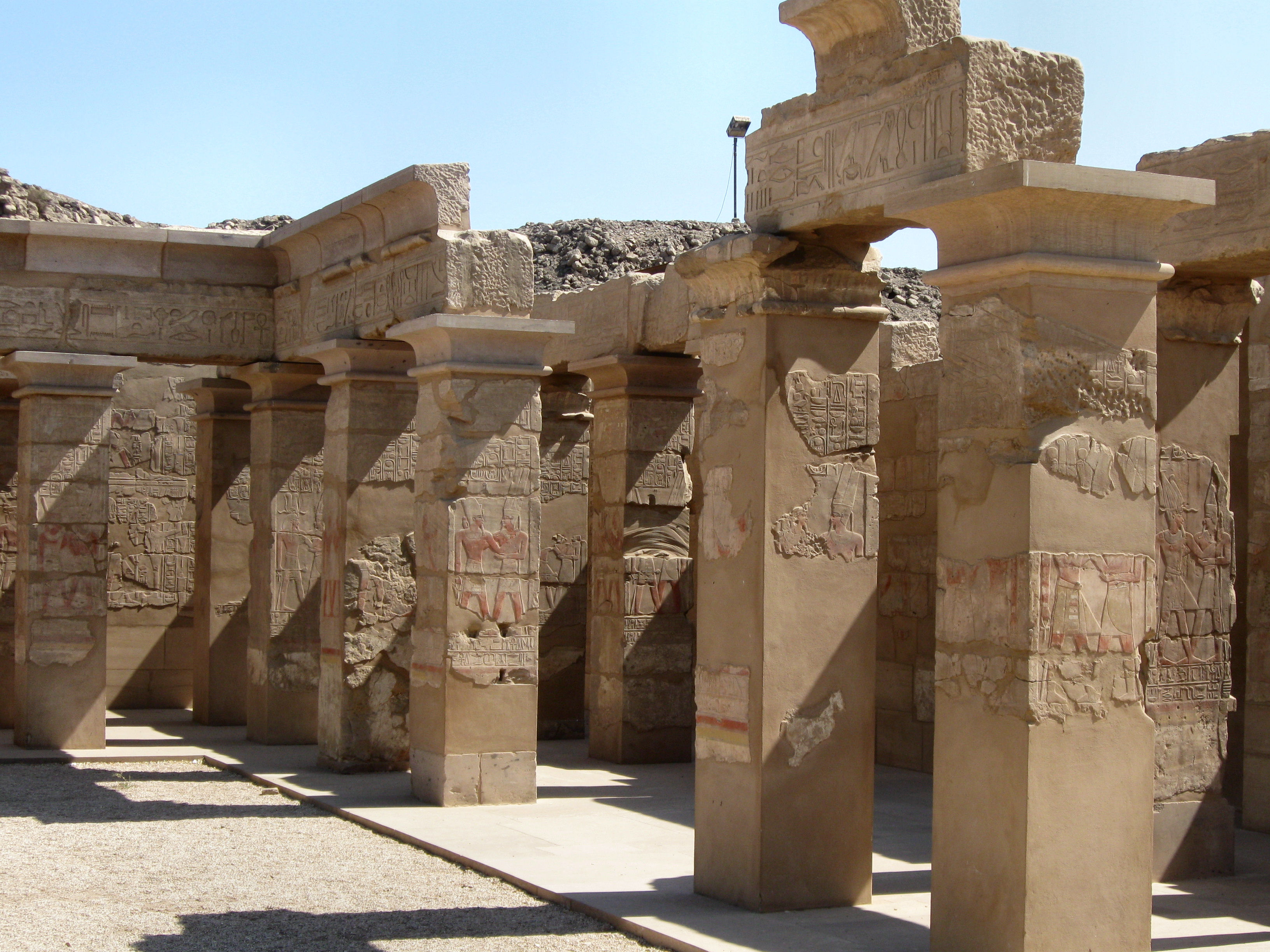
Thutmose IV's peristyle hall at Karnak

Giống như hầu hết các vị vua Thutmosis khác, ông đã tiến hành xây dựng trên quy mô lớn. Thutmose IV đã hoàn thành cột tháp tưởng niệm phía đông vốn được Thutmose III bắt đầu, nó cao tới 32 m (105 ft), và là cột tháp cao nhất từng được dựng lên ở Ai Cập, tại đền Karnak. Thutmose IV gọi nó là tekhen waty hay 'cột tháp độc nhất'. Nó sau đó được hoàng đế Constantius II đưa tới Circus Maximus ở Rome vào năm 357 SCN và sau đó "lại được Giáo hoàng Sixtus V dựng lên vào năm 1588 tại Piazza San Giovanni", ngày nay được gọi là 'Cột tháp Lateran. "
Thutmose IV cũng đã xây dựng một nhà nguyện độc đáo cùng một đại sảnh có hàng cột bao quanh và quay lưng lại về phía các bức tường phía đông khu chính điện của đền Karnak. Ngôi nhà nguyện được dự định dành "cho những người" không có quyền đặt chân vào khu chính điện của đền thờ [Karnak]. Đó là nơi mà tai của thần Amun có thể nghe thấy những lời cầu nguyện của người dân thành phố ".

## An táng
Thutmosis IV được chôn cất ở Thung lũng các vị vua, ở mộ KV43, nhưng thi hài ông được chuyển từ xác ướp ở KV35, nơi mà nó được khai quật năm 1898 bởi ông Victor Loret. Thi hài ông cho thấy Thutmosis IV đã bị bệnh rất nặng vào cuối đời. Ông được kế tục bởi con trai, Amenhotep III.